# Bebida energizante

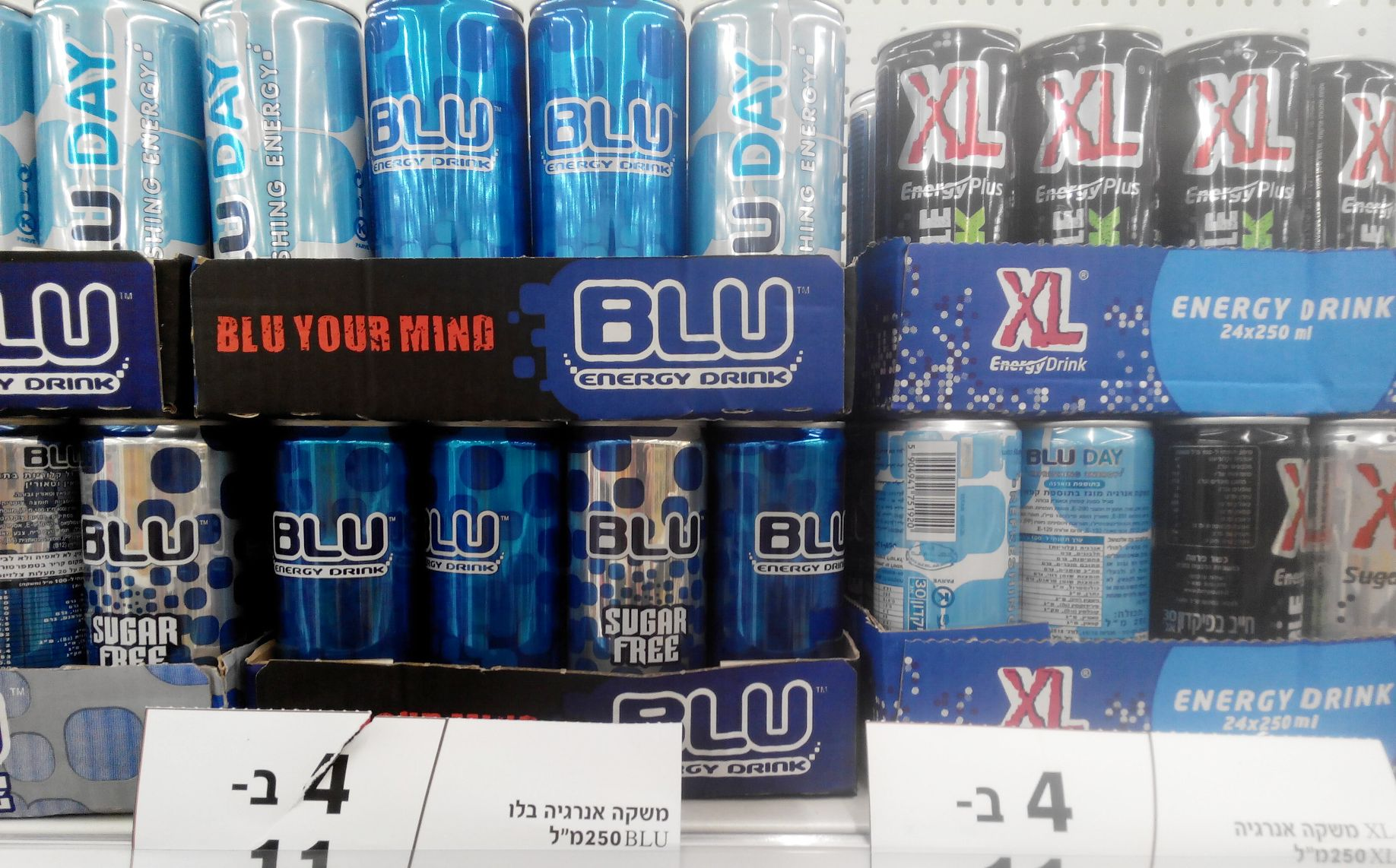
Exposición en un supermercado de distintas marcas de bebidas energéticas.

Las bebidas energizantes o energéticas, también conocidas como hipertónicas, neurotizantes o psicoactivas, son bebidas sin alcohol que contienen sustancias estimulantes, y que ofrecen al consumidor disminuir temporalmente la sensación de fatiga y el agotamiento, además de aumentar la habilidad mental y proporcionar un incremento de la resistencia física. Están compuestas principalmente por cafeína, varias vitaminas, carbohidratos, y otras sustancias naturales orgánicas como la taurina, que aminoran la sensación de agotamiento de la persona que las consume. 
No se deben confundir con las bebidas isotónicas ni con otro tipo de bebidas como las gaseosas, ya que inclusive en los mismos envases se advierte que no se consideran bebidas hidratantes. Por contener altas dosis de cafeína pueden producir dependencia y otros efectos adversos. 
Parte de la sensación de bienestar producida por las bebidas energéticas es causada por un efecto energético que se produce por la acción de sustancias psicoactivas (siendo la cafeína, un alcaloide, uno de los ingredientes en estas bebidas) que actúan sobre el sistema nervioso central, inhibiendo los neurotransmisores encargados de transmitir las sensaciones de cansancio o sueño, y potenciando aquellos relacionados con las sensaciones de bienestar y la concentración. 
La cafeína, por ejemplo, logra aumentar los niveles extracelulares de los neurotransmisores noradrenalina y dopamina en la corteza prefrontal del cerebro, lo que explica buena parte de sus efectos favorables sobre la concentración.
Si bien estas bebidas incluyen en su composición glucosa y otros azúcares que proporcionan energía al cuerpo (excepto las versiones dietéticas), no eliminan realmente la fatiga muscular ni el agotamiento en general, solamente inhibe temporalmente estas sensaciones, y por lo tanto es normal una sensación de decaimiento una vez que acaba su efecto en el organismo. 
Al margen de los efectos que producen la cafeína y el azúcar que contienen, los estudios al respecto concluyen que hay pocas o ninguna evidencia de que la amplia variedad de ingredientes adicionales tenga efecto energético alguno.

## Orígenes
Estas son bebidas que surgen por la comercialización en el mercado mundial de bebidas ya existentes en países asiáticos o latinoamericanos, que sólo eran conocidas en esas regiones del planeta. Algunas son de larga tradición en su país fundador, teniendo décadas de consumo, pero por lo general todas han aparecido desde el año 2000, cuando el mercado austriaco decidió comercializarlas después de descubrirlas.
La más famosa de todas es Red Bull que se comercializa desde la década de 1980 y cuyo país de origen es Austria. La empresa de investigación Euromonitor calculó que el mercado de bebidas energéticas experimento un alza sostenido entre 2019 y 2021, pasando de un valor de mercado en todo el mundo de 3800 millones de USD a 27.500 millones de USD en ese periodo. Especialmente notable fue el incremento en Estados Unidos, donde pasó de un valor de mercado de 350 millones de USD en el año 2000 (menos de un 10% de la cuota mundial) a un valor de 12.500 millones de USD en 2012 (más de un 40% del total mundial). Las marcas son especialmente agresivas en el ámbito publicitario, pues solo en 2014 invirtieron 1000 millones de USD en este fin en Estados Unidos.
Todas estas bebidas nacen con la intención de incrementar la resistencia física, habilitar reacciones más veloces a quien las consume, lograr un nivel de concentración mayor, evitar el sueño, proporcionar sensación de bienestar, estimular el metabolismo y ayudar a eliminar sustancias nocivas para el cuerpo. Volviéndose así famosa en deportistas, estudiantes, empleados nocturnos y cualquier otro tipo de personas.
El consumo de estas bebidas varía por marcas y regiones, teniendo productos más conocidos en una sola región, y otros conocidos internacionalmente.

## A quién va dirigido
Este producto fue creado para personas que requieran, en ocasiones, un aumento de energía superior al que tienen habitual. Se incluyen aquí alumnos, conductores, profesores, deportistas, oficinistas y otros, esto a causa de su facilidad regeneradora y de otras virtudes. Pero siempre se recomienda un uso moderado de la misma, como máximo 1 al día para los atletas. Y nunca se debe de tomar con alcohol porque un estimulante con un depresivo puede causar una arritmia cardíaca, entre otras posibles complicaciones. No es recomendable que lo consuman mujeres embarazadas. También está desaconsejada para los niños por el riesgo de desarrollar hiperactividad producto de la cafeína.

## Ingredientes
Agua carbonatada, glucuronolactona, vitaminas del Grupo B (tales como B2, B3, B4, B5, B6, B12), taurina, cafeína, guaraná o extracto, azúcar (las versiones no dietéticas), aspartamo (las versiones dietéticas), L-Carnitina, vitamina C, ácido cítrico, acidulantes, ginseng o extracto, betacaroteno, ácido pantoténico, fosfato monopotásico, D-Ribosa, colorante, caramelo, etc. Todo varía según el fabricante y el modelo de la cual se escoja.
La presencia de carbohidratos, cafeína, vitaminas, carnitina o D-Ribosa, hacen que supuestamente las bebidas sean regeneradoras o energizantes. Claro está que muchos de sus ingredientes tienen un efecto estimulante, haciendo que su mezcla genere una respuesta positiva y esperada, dando como resultado efectos de estímulo en el organismo. Pero también estas bebidas son muy cuestionadas mundialmente por incluir todo esto, a tal nivel que existen organizaciones que descartan uno por uno la utilidad de los ingredientes.
Ejemplo del contenido de una lata:
En forma de tabla nutricional
|                       | Cantidad | % Valor diario * |
| --------------------- | -------- | ---------------- |
| Calorías              | 140 Kcal |                  |
| Potasio               | 44 mg    | 1%               |
| Sodio                 | 115 mg   | 5%               |
| Carbohidratos totales | 34 g     | 12%              |
| Azúcares              | 35 g     | **               |

* Este porcentaje de valor diario se basa en una dieta de 2000 calorías.
** Valor diario no establecido
Pero por supuesto esto no es así con todos los productos, ya que dependiendo del fabricante la lata puede contener una sustancia o no, o distintos niveles de ella. Una de estas sustancias, la glucuronolactona es muy cuestionada y no viene en todas las marcas.

### Cafeína
Tienden a tener más cafeína de lo normal, y no es recomendable para consumo común-continuo, o a gente que no necesite estas bebidas o tenga problemas con estas

#### Efectos en el organismo
Hay mucha literatura científica acerca de los efectos beneficiosos o perjudiciales de la cafeína que está incluida en las bebidas energéticas. A continuación expondremos que efectos han sido aceptados o no por la EFSA (Autoridad Europea de Seguridad Alimentaria) que es el organismo europeo que evalúa los posibles riesgos y beneficios relacionados con los alimentos.
- Aumento de oxidación de grasas que conduce a un descenso de la masa grasa corporal. La EFSA establece que no hay relación causa-efecto entre el consumo de cafeína y esta acción en el organismo.
- Aumento de gasto de energía que conduce a un descenso del peso corporal. Esta acción en el organismo se basaría en la tasa metabólica basal y en la terisolates. Sin embargo la EFSA establece que no hay relación causa-efecto entre el consumo de cafeína y esta acción en el organismo.
- Aumento de rendimiento físico durante el ejercicio de alta intensidad a corto plazo. La EFSA no encuentra relación causa-efecto entre el consumo de cafeína y esta acción en el organismo.
- La EFSA establece relación causa-efecto entre el consumo de al menos 75 mg en población adulta y aumento de rendimiento cognitivo y mental (relacionado con procesos de aprendizaje, concentración, memoria, razonamiento, así como resistencia al estrés).
- La EFSA encuentra relación entre el consumo de 3 mg/kg de peso corporal (administrado una hora antes del ejercicio y después de por lo menos 12 horas de abstinencia de cafeína en los consumidores habituales) con el aumento de resistencia, disminución del esfuerzo percibido, aumento del tiempo hasta llegar al agotamiento.

#### Intoxicación
Aunque no todas las bebidas energéticas tienen la misma concentración de cafeína, la concentración más normal es de 32mg / 100ml, pudiendo haber recipientes de 250 ml (80 mg de cafeína) o de 500 ml (160 mg de cafeína).
La intoxicación aguda de cafeína está establecida sobre los 300 mg dependiendo de factores individuales como el peso corporal o la propia tolerancia del individuo, si se llega a esta cifra aparecen síntomas de sobrexcitación del sistema nervioso dando lugar a inquietud, nerviosismo, insomnio, enrojecimiento de la cara, aumento de micción, trastornos gastrointestinales, contracciones musculares, irritabilidad, ritmo cardiaco irregular y agitación psicomotora. 
La sobredosis extrema de cafeína que originaría la muerte se alcanza con una DL 50 por vía oral de 192 mg de cafeína por kg de peso corporal en ratas, de la cual extrapolamos que en humanos está entre 150-200 mg/kg dependiendo del peso y de la tolerancia individual. De esta forma podemos establecer que es difícil alcanzar esta dosis ya que tendríamos que consumir unas 130 bebidas energéticas de 250 ml. Por último hay que recalcar las consecuencias en el organismo de una intoxicación crónica. Se caracteriza por miopatía, hipercalcemia, debilidad muscular, náuseas, vómitos, diarrea y pérdida de peso.

### Taurina
La taurina es un ácido orgánico que está presente en la mayoría de las bebidas energéticas pero además es un ingrediente natural en niveles muchos más bajos de los alimentos además de participar en el síntesis de bilis en el organismo. En una bebida energética de 250 ml suele haber unos 1000 mg de taurina. Tras la ingesta oral llega fácilmente a la circulación sistémica y se ha determinado que no aumenta los niveles de taurina en el cerebro. 
La EFSA ha evaluado la seguridad de la taurina con un NOAEL (nivel sin efecto tóxico observable) de 1000 mg (1 g) de taurina por kilogramo de peso corporal por día (cantidad 120 veces superior a la media de consumo estimada) y ha establecido que estos márgenes son lo suficientemente grandes como para asegurar que su consumo no entraña ningún riesgo para la salud.
Por otro lado, la EFSA evaluó los posibles beneficios derivados del consumo de taurina y estableció que no existe relación causa-efecto entre el consumo de taurina y los siguientes beneficios:
- Protección del sistema inmunológico
- Intervención en procesos del metabolismo relacionados con la captación de glucosa
- Contribución a la función cognitiva normal
- Mantenimiento de la función cardiaca normal
- Mantenimiento de la función normal del músculo

De esta forma se establece que la inclusión de la taurina en bebidas energéticas no ejerce ningún efecto ni perjudicial ni beneficioso para el organismo.

### D-glucurono-gammalactonna
La glucuronolactona se incluye en algunas bebidas energéticas. Es un carbohidrato derivado de la glucosa mediante su metabolismo en el hígado el cual se presenta naturalmente y es un importante componente estructural de casi todos los tejidos conectivos por lo que se encuentra en cantidades más bajas en alimentos de forma natural que las encontradas en las bebidas energéticas.
En una bebida energética de 250 ml suele haber unos 600 mg de este compuesto. La EFSA evaluó su seguridad con un NOAEL (nivel sin efecto tóxico observable) de 1000 mg de glucuronolactona por kilogramo de peso corporal por día (cantidad 200 veces superior a la media de consumo estimado) y estableció que dado que es un constituyente natural del organismo y que los márgenes de seguridad son lo suficientemente grandes no hay ningún peligro en la inclusión de esta sustancia en las bebidas energéticas. Además también determinó que no es probable su interacción con la cafeína, la taurina, el alcohol o los efectos derivados del ejercicio físico.

### Vitaminas grupo B
Son tipos de vitaminas B hidrosolubles, lo cual significa que el cuerpo no las puede almacenar. Si el cuerpo no puede utilizar toda la vitamina, la cantidad extra sale del organismo a través de la orina. Estas vitaminas tienen que reponerse en el cuerpo todos los días.
Al ser el exceso excretado es difícil que causen toxicidad en el organismo aunque elevadas dosis pueden acarrear efectos secundarios, sobre todo en combinación con suplementos dietéticos y preparados vitamínicos e incluso medicamentos. 

#### La vitamina B3, niacina, ácido nicotínico o vitamina PP
Los requerimientos de vitamina B3 diarios oscilan entre 2-12 mg en niños a 14-16 mg en adultos. La carencia de esta vitamina puede originar pelagra.
Los efectos secundarios derivados de una hipervitaminosis aparecen a partir de la ingesta de 1,5-6 g/día. Entre ellos el más frecuente es el enrojecimiento de la piel. También enfermedades hepáticas como una coloración amarillenta de piel y mucosas (Ictericia), picores, aparición de úlceras y/o empeoramiento de estas y un agravamiento de la hipertensión arterial así como de la gota y la diabetes como consecuencia del uso de suplementos que contengan niacina.
Una lata de Bebida energizante puede contener desde 20 mg de vitamina B3 hasta 49,2 mg en las latas más grandes. De 140% a incluso el 300% de la Dosis Diaria Recomendada para esta vitamina. Pese a sobrepasar altamente las recomendaciones diarias se quedan muy lejos de la dosis necesaria para la hipervitaminosis y sus efectos derivados.
Ensayos clínicos en pacientes con riesgo de padecer enfermedades cardiovasculares evidenciaron la ausencia de efecto terapéutico de la niacina en altas dosis (1000 mg) e incluso la posibilidad de que fuera perjudicial. La carencia de datos determinante sobre su beneficio no fue tal en los efectos adversos derivados de la ingesta de altas dosis de esta vitamina como los citados anteriormente.

#### Vitamina B5 o Ácido Pantoteico
La dosis diaria recomendada es de 5 mg en el adulto. Las bebidas energizantes pueden llevar de 5 mg a 20,4 mg incluso. Suponiendo hasta un 400% de la CDR. Aunque no se tenga constancia de la toxicidad para los humanos del ácido pantoteico dosis de 15-20 mg están relacionadas con diarreas.
También se discute la eficacia de la vitamina B5 en el tratamiento anti acné.

#### Vitamina B6 - Piridoxina
Para la vitamina B6 se tiene asociada unos niveles de ingesta máxima tolerable (tolerable upper intake levels: UL) donde los efectos adversos se incrementan a partir de esa dosis que para un adulto oscila entre los 80 y 1000 mg. Una lata de bebida energizante puede contener desde 5 mg a 10 mg, luego sólo una toma masiva de dichas bebidas ocasionaría efectos preocupantes.
Dichos efectos no deseados van incrementando con la dosis hasta aparecer toxicidad que se produce a partir de los 2000 mg: Hormigueo y entumecimiento de las extremidades, trastornos de locomoción, cansancio, somnolencia. Que desaparecen con la suspensión de la dosis.
Las mujeres embarazadas no deben utilizar elevadas dosis, los suplementos deberán ser vigilados por un médico. Y las altas dosis de Piridoxina interacciona con determinados fármacos del tratamiento del alzhéimer. Precaución en ancianos.

## Efectos adversos y uso con alcohol

### Dependencia y toxicidad

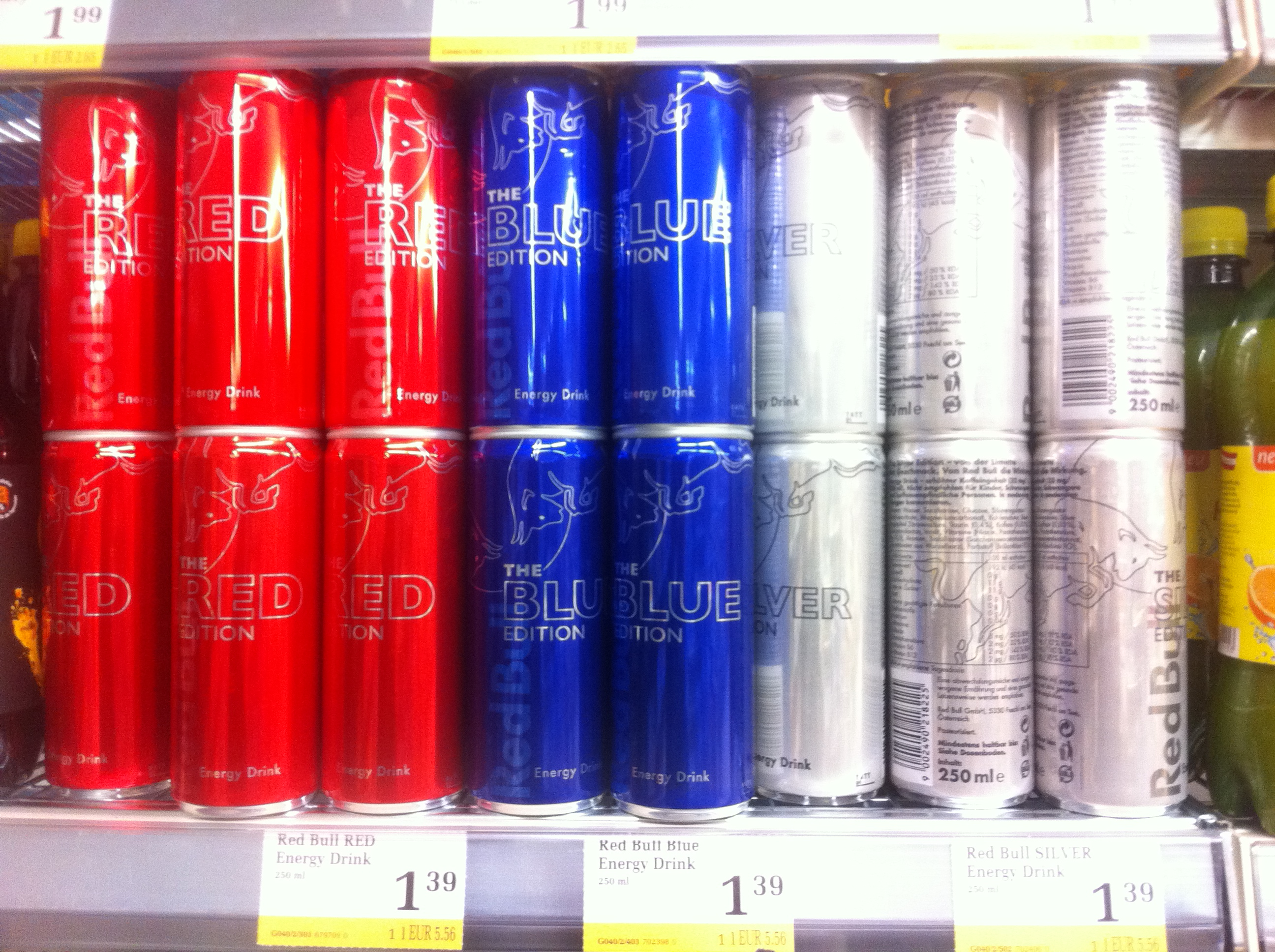
Latas de bebida energética de la marca Red Bull, una de las más conocidas y cuya comercialización estuvo prohibida temporalmente en varios países occidentales

Aunque estas bebidas no sean tan nocivas y adictivas como las bebidas alcohólicas, suele existir otro tipo de dependencia a ellas, la llamada dependencia física, que también puede derivar en una dependencia social. Con el día a día, personas que enfrentan el estrés, cansancio físico, situaciones de alto riesgo, insomnio y otros, se acostumbran equivocadamente a este tipo de productos, cayendo en el abuso de sustancias psicoactivas que pueden traer consecuencias negativas para la salud. El consumo excesivo o prolongado en el tiempo de bebidas energéticas puede provocar problemas cardíacos, como arritmias o ataques al corazón y condiciones psiquiátricas que pueden derivar en fobias o ansiedad. Diversas investigaciones recientes destacan que el uso habitual de bebidas energéticas entre adolescentes y jóvenes adultos puede afectar negativamente el rendimiento académico, provocar alteraciones del sueño y generar síntomas como fatiga diurna, ansiedad o irritabilidad En Europa, estudios realizados han asociado el consumo de bebidas energéticas con alto contenido en cafeína y taurina con la muerte de atletas. Además, varios estudios sugieren que las bebidas energéticas podrían ser una «droga puente». El aumento del consumo de estas bebidas hizo que el número de hospitalizaciones en Estados Unidos por su consumo se duplicase entre 2007 y 2011 hasta alcanzar 20.783, con especial incidencia en los varones jóvenes. Estas observaciones respaldan las recomendaciones emitidas por autoridades sanitarias y educativas para promover el uso informado y moderado de estas bebidas, especialmente en poblaciones jóvenes.
Algunas de estas bebidas llevan más cafeína que una taza de 80 ml de café expresso. Las bebidas energéticas contienen cafeína y estas bebidas son muy utilizadas a pesar de que hay otros tipos de sustancias que logran el mismo efecto con su consumo. Este componente, mayoritario en estas bebidas, puede tener ciertos efectos dañinos a la salud. Entre los efectos de este componente está el nerviosismo, dolor de cabeza, ansiedad, aumento en presión arterial, insomnio, confusión mental, entre otros efectos igualmente dañinos para la salud. Cualquier persona con una enfermedad cardiovascular podría llegar a sufrir un efecto aún más nocivo, y debería moderar la cantidad de consumo de estas bebidas. 
La bebida Red Bull estuvo incluso prohibida temporalmente en varios países occidentales, debido a la supuesta toxicidad de alguno de sus componentes.[cita requerida]

### Mezclas con bebidas alcohólicas

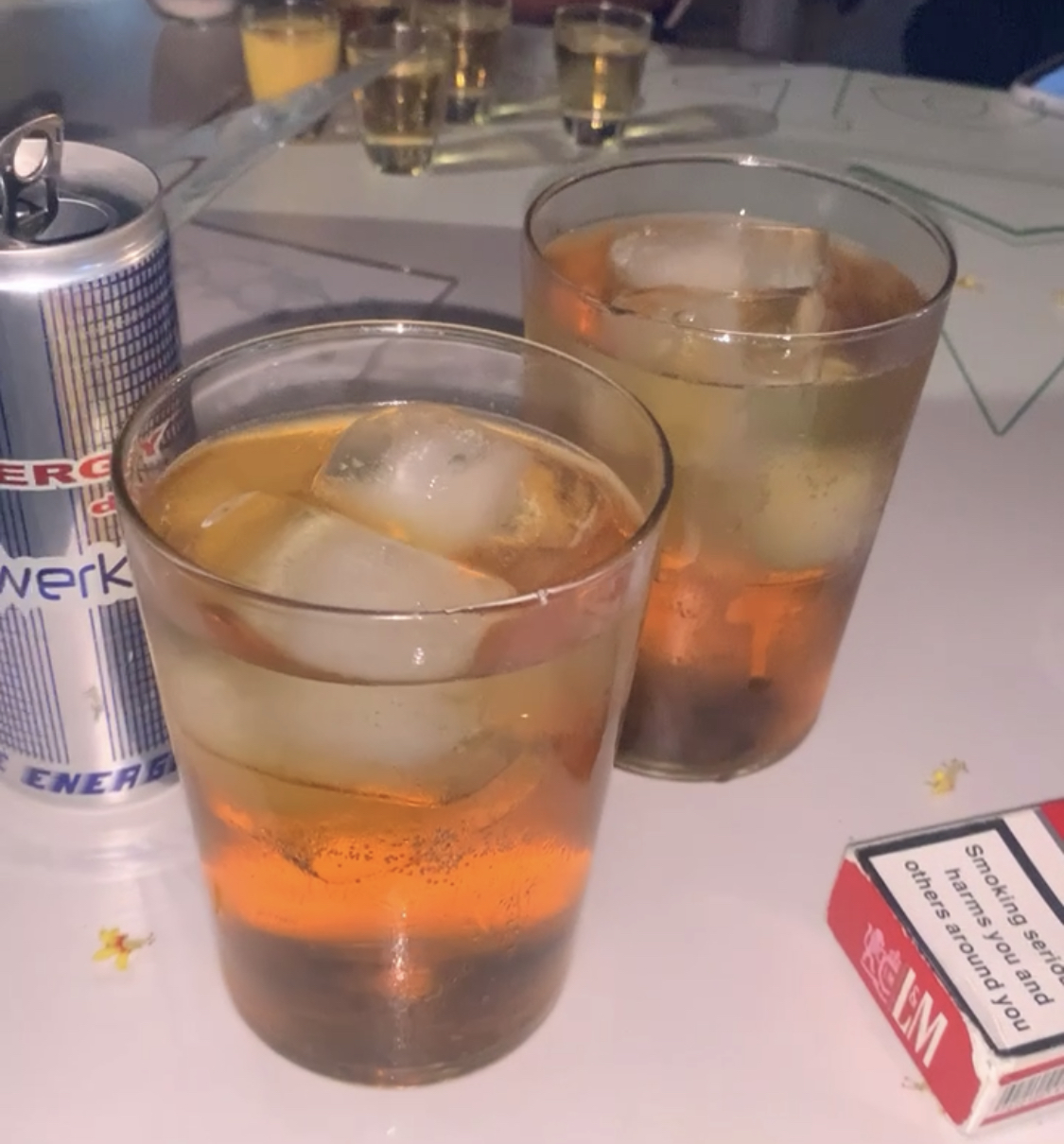
Copa de whisky con bebida energizante

La composición de estas bebidas y la mezcla con alcohol puede hacer creer a las personas que no están ebrias, aumentando los episodios de borracheras por el mayor consumo de alcohol y los peligros que estas conllevan, como un coma etílico, además de un posible infarto causado por la mezcla de una sustancia inhibitoria y otra estimuladora, ambas sobre el mismo órgano (el corazón). Se han reportado casos en servicios hospitalarios de urgencia en los que el consumo de tan sólo dos combinados de bebidas energéticas y alcohol puede producir intoxicaciones agudas. Un experimento con dos grupos de ratones jóvenes realizado en la Universidad Purdue de Estados Unidos en 2016, encontró similitudes en los cambios cerebrales cuando se les administraba una mezcla de bebida energética con alcohol y cuando se les administraba cocaína y otras drogas tipo A. Los investigadores observaron que los signos físicos y neuroquímicos eran similares en ambos grupos de ratones, y que además los ratones que habían consumido la mezcla eran menos sensibles que los ratones de control a los efectos de la cocaína y más propensos a su abuso.
Habiendo consumido 160 mg de cafeína mezclados con alcohol, la cafeína estimula el Sistema Nervioso Central y el cardíaco, lo que facilita la liberación de catecolaminas como la adrenalina y la dopamina y estimula la vasodilatación. Este tipo de bebidas también presentan inositol que potencia la acción de la cafeína y de la taurina. Ambos combinados con alcohol incrementan las posibilidades de aparición de efectos adversos. Se desaconseja el uso de bebidas energizantes en personas con afectaciones cardíacas e hipertensión arterial, trastornos cerebrales y neurológicos, embarazadas, diabéticos y menores de 16 años.
También se habla del daño que estas mezclas genera en nuestro hígado a causa de los efectos del alcohol sobre éste y la presencia de la glucuronolactona (derivada naturalmente del hígado).